# Mycetophila ibarragrassoi
Mycetophila ibarragrassoi är en tvåvingeart som beskrevs av Duret 1986. Mycetophila ibarragrassoi ingår i släktet Mycetophila och familjen svampmyggor. Inga underarter finns listade i Catalogue of Life.